# Tipus de fotografies
La fotografia és una pràctica comuna per a tothom, però, els professionals que treballen en aquest art, han dividit el seu treball en diversos estils.

## Artística[2]

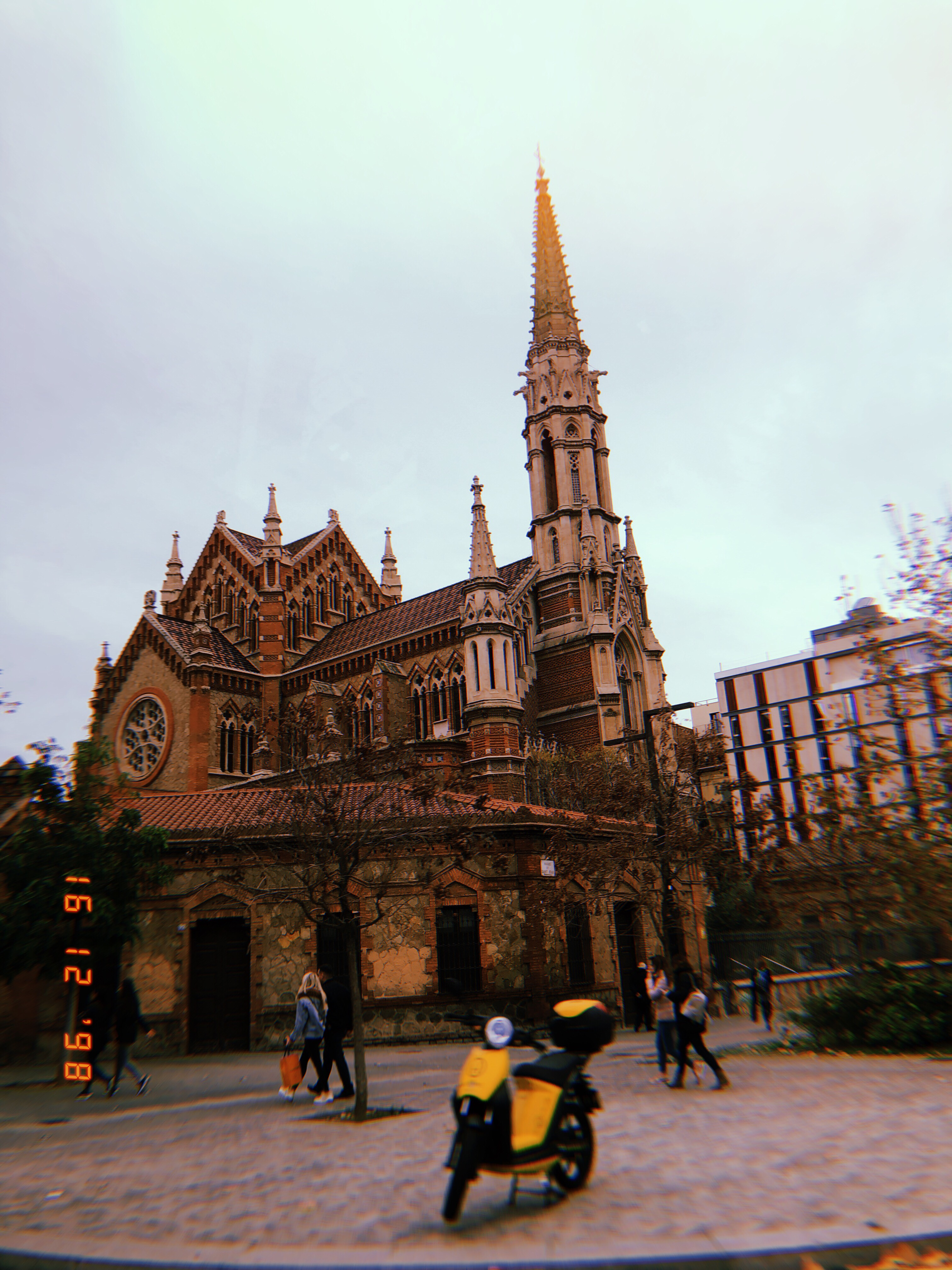
Fotografia artística

El propòsit de la fotografia artística va més enllà de la mera representació de la realitat. Ni tan sols necessita ser bella, però sí provocar reaccions.
La fotografia artística és un tipus de fotografia que no resulta fàcil de definir. Sense entrar en els conceptes de l'art, una fotografia es considera artística quan l'autor crea la seva obra per tal de transmetre un sentiment o una sensació. En aquest cas és molt certa la frase "la intenció és el que compta". Però també el resultat.

## Documental[3]
La foto documental busca una història, viatja pel món captant realitats que després són mostrades al món. El seu nom ho específica, es tracta d'un documental en si, però amb la diferència que no són seqüències gravades o actuades, sinó un plasma estàtic que el públic, a través d'una imatge construeix el context fotografiat.

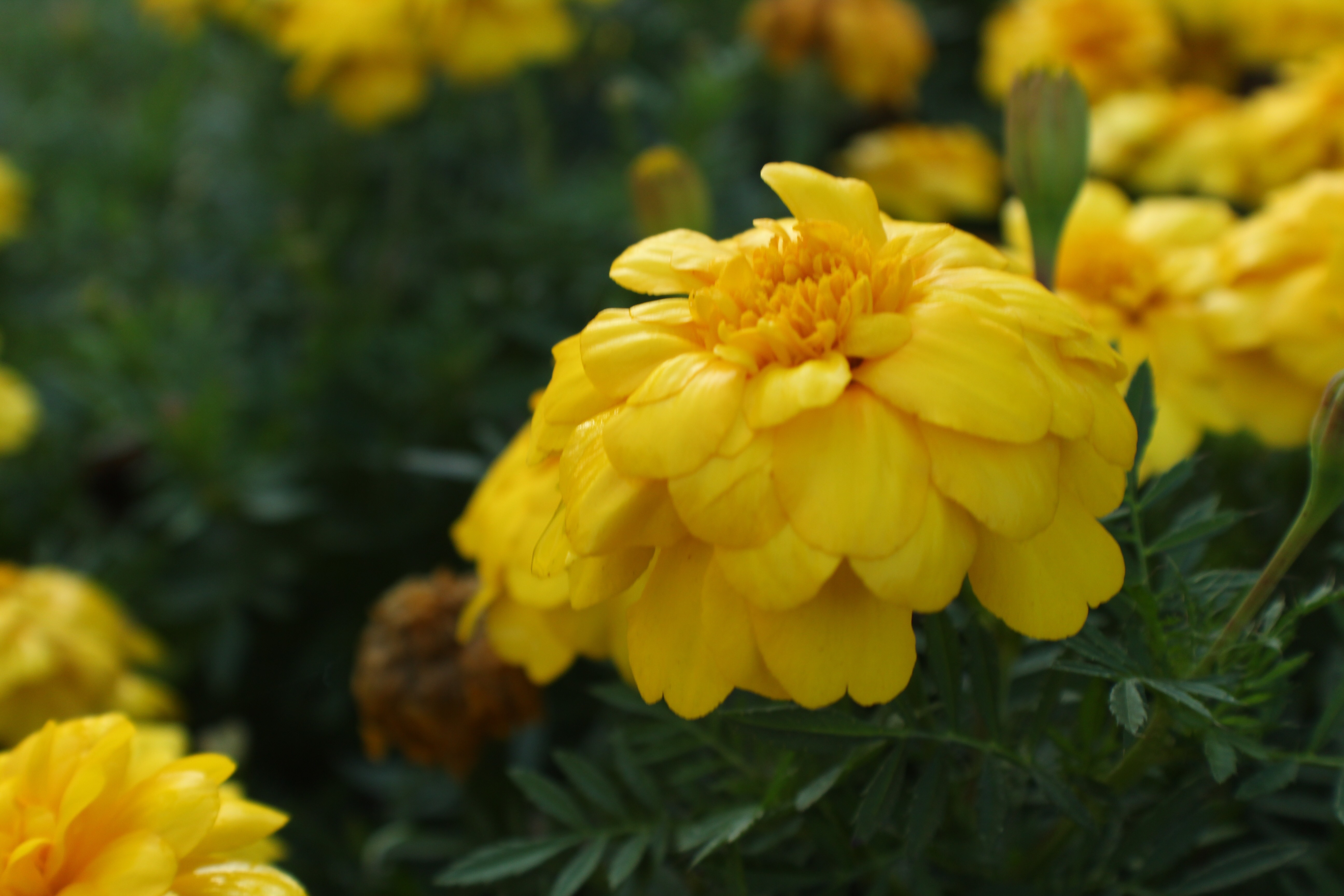
Fotografia de documental

Una definició molt estesa i acceptada diu que "una foto documental neix amb la intenció de plasmar la realitat en una imatge fixa".

## Publicitària[4]
La fotografia publicitària o comercial s'ha convertit en un dels camps més creatius dins el món de la imatge. El seu objectiu és vendre, i per a això cal fer servir la imaginació.
Neix amb la finalitat d'anunciar, donar a conèixer i vendre un producte. Busca el consum mitjançant una imatge. En principi la seva única intenció era mostrar el que l'anunciant volia vendre, fer saber a la gent que el producte existia i aconseguir que acabés comprant. Segueix tenint aquests mateixos objectius, però, amb el temps i la competència, ha anat transformant-se en la basa més important de les campanyes de publicitat i, de vegades, en tot un art. És atractiva i influent, però sobretot dona a conèixer un producte mitjançant elements simples, aquests entren en la psique del consumidor i quan van al mercat saben específicament el que volen.

## De moda[5]
La fotografia de moda és una part de la fotografia publicitària que s'ha convertit en un gènere en si mateix digne de menció a part.
Aquesta ens inunda cada dia des de la premsa, les revistes, marquesines i aparadors. Com a bona fotografia publicitària compleix amb les mateixes característiques bàsiques i els mateixos propòsits. Això és: cridar l'atenció del públic, quedar-se en el seu record i sobretot incitar a la compra de l'article fotografiat, en aquest cas, de moda.
En la fotografia de moda és molt important tenir en compte als models i la relació que establim com a fotògrafs amb ells, ha de ser una relació de bona qualitat per facilitar la feina a ambdues parts, a més s'ha de saber donar pautes clares de com es vol portar a terme el treball per tal d'aconseguir bons resultats.
En aquest tipus de sessions fotogràfiques, és normal utilitzar una òptica de 35 mm encara que segons el tipus d'encàrrec -si es necessiten les fotografies per a projectes de gran resolució- es poden utilitzar càmeres de mig format amb sensors de 20 a 50 megapíxels de resolució.
Quan es treballa la fotografia de moda és important tenir en compte tots els factors que faran que les imatges siguin de major qualitat i s'adaptin a les necessitats que el client demana. Les fotografies es poden veure condicionades pel tipus de vestuari, els models, el maquillatge, el lloc de la sessió -estudi, exteriors...-, l'atmosfera que es vol recrear.

## Activitats esportives[7]
També considerada com un art. El retratista que es dediqui a aquest tipus de fotografia, ha de tenir l'ull d'un falcó, ja que, les millors escenes passen ràpidament durant l'execució de l'esport. A més d'això, ha de conèixer cada part i moviment de la disciplina fotografiada ja que per poder captar les fotografies més impactants s’ha de saber en quin moment fer la fotografia, normalment fraccions de segons abans que succeeixi l’acció per poder captar el moment més important.
Un dels elements més necessaris per aquest tipus de fotografia es comptar amb objectius adequats com teleobjectius per poder fotografiar a distancia ja que molts esport no permeten la possibilitat de apropar-se al element a fotografiar.
En el futbol, per exemple, el més important a fotografiar sempre serà el gol, s'ha de saber captar aquest precís instant perquè serà la fotografia que marqui la diferència. Un altre cas podria ser el de la boxa, un esport que necessita gran concentració per part del fotògraf i d'estudi dels moviments per saber en quin moment un púgil dispararà un cop i disparar la càmera en aquest mateix instant. Si no es capta aquest moment, en el millor dels casos, obtindríem una confusa situació on un guant tapa la cara del contrincant. Un altre exemple podria ser l'automobilisme, requereix que el fotògraf sàpiga com és el circuit per a poder trobar els punts més interessants. També podríem dir que és important tenir una fotografia del guanyador en plena carrera pel que es recomanaria tenir un estudi dels possibles candidats a guanyar i coneixement previ dels participants.

## Subaquàtica[8]
És l'estil més costós pels materials fotogràfics i la pràctica de busseig. També, és la més delicada al moment de captar les escenes, els colors i els plànols doncs, l'ambient dins de la mar no és tan flexible com a la terra.

## Aèries[9]
La fotografia aèria és la que permet conèixer llocs des d'un angle obert. Aquest estil ha evolucionat molt durant aquest segle, l'arribada dels drones va economitzar la mà d'obra i va donar peu a nous enfocaments que abans eren invisible per a l'home.

## Astronòmica[10]
La fotografia astronòmica o Astrofotografia és molt més que fer una foto apuntant cap al cel. És una àrea especialitzada de la fotografia que pren imatges d'astres, objectes en l'espai i retrata grans extensions de cel.
S'anomena així sempre que el seu principal protagonista sigui el cel i els seus objectes, tant si les fotografies han estat preses a la nit amb una càmera corrent com amb un sofisticat telescopi.
El principal problema de la fotografia astronòmica és que el subjecte mai està quiet. A mesura que la terra gira sobre el seu eix el camp de visió d'una càmera o d'un telescopi fix escombra el firmament.

## Nocturna[11]
La fotografia nocturna és una branca de la fotografia que, com el seu nom indica, pren les imatges quan arriba la nit. Com sabem, la fotografia és llum i, en principi, sembla que la nit ens pot significar l'absència de llum; però res més lluny de la realitat. Aquestes composicions ens permeten experimentar amb els cels estrellats o els moviments de les estrelles. També és un moment del dia en el qual podem jugar amb la càmera, les velocitats d'obturació i altres elements que amb més il·luminació no es poden fer, ja que patim el risc de cremar les imatges.

## Científica[12]
La fotografia científica ha existit des dels inicis de la fotografia, ajudant de forma decisiva a l'avanç i divulgació de la ciència.
La fotografia i la ciència han anat de la mà des de la invenció de la primera càmera fotogràfica. Des que Henry Fox Talbot va publicar The Pencil of Nature (El llapis de la naturalesa), ciència i imatge s'han recolzat mútuament convertint-se en un tàndem importantíssim per a l'avanç de les dues. En l'actualitat la fotografia científica s'encarrega d'immortalitzar experiments, il·lustrar i representar informació científica i acostar a l'ull humà qüestions que, sense la seva ajuda, no podria veure.

## D'esdeveniments socials[6]
Són molts els fotògrafs que es dediquen a aquest treball tot i que fotografiar la vida social de les persones pot ser una feina complicada. Quan parlem de fotografia d'esdeveniments socials, ens referim a tot el que comporta actes socials com festes escolars, actes benèfics, festes populars, aniversaris, bodes, records escolars, baptismes i comunions, etc. Aquest tipus de fotografia consisteixen a documentar tots aquests esdeveniments mencionats, entre d'altres, i oferir al client un seguit d'imatges que hagin captat l'essència i els detalls d'aquestes compareixences. El fotògraf també pot oferir al client altres productes com videos de les cerimònies si compta amb l'equip necessari, proporcionar fotos souvenir, quadres de les imatges obtingudes, llibres de firmes, targetes.

## De natura[6]
La fotografia de natura és complexa, i segons el que es vulgui fotografiar, constarà d'unes característiques o d'unes altres. A més, quan ens submergim en la natura per fer fotografies hem de saber sempre respectar la vida en tot moment i mantenir consciència sobre la responsabilitat de la intervenció en ambients naturals, així com valorar també totes les normes imposades per experts i saber respectar les faunes dels llocs. La clau de l'èxit en aquest tipus de fotografies és adquirir tot el coneixement possible de la flora i la fauna que és vols fotografiar.
Normalment, els tipus d'òptiques més utilitzades solen ser grans angulars o teleobjectius. Podem utilitzar objectives macros quan volem fotografiar insectes o flors, ja que necessitem una òptica per fer fotografies des de prop; o podem utilitzar teleobjectius per a poder captar imatges des d'una distància considerable com, per exemple, captar animals sense pertorbar el seu hàbitat i entorn.
Fauna en llibertat: Fotografiar fauna en el seu hàbitat natural sol ser un tipus de fotografia que requereix planificació i estudi abans de començar. Un cop escollides les espècies que es vol fotografiar s'ha d'analitzar els seus hàbits, els seus costums, els elements característics de cada animal...
Flora: Fotografiar especies vegetals pot semblar simple, en canvi, si desitgem aconseguir imatges que interessants haurem de buscar els seus aspectes fonamentals o realitzar fotografies atractives. Hem de tenir en compte la il·luminació, l'hora del dia, els diferents colors i matisos, l'època de floració...
Paisatges: El paisatge natural dona la possibilitat de registrar imatges que seran úniques al llarg del dia i del temps; els colors poden transformar-se al llarg de l’any, passar del ver de l'estiu al daurat de la tardor, o passar d’un paisatge nevat a l’hivern a un multicolor en la floració de primavera.
Albes i capvespres: La sortida i la posta de sol són dos moments importants, ja que tindrem una gran varietat de tons i una qualitat de llum que no trobem en un altre moment del dia. Aquest tipus d'imatges requereixen preparació, ja que aquests moments solen durar pocs minuts i no es requerirà temps per a preparar tota la situació en el moment. L'ideal és utilitzar trípode i anar realitzant diferents preses per a veure com varien els colors.